# Martein
Martein (tiếng Ả Rập: مرتين) là một ngôi làng Syria nằm ở Idlib Nahiyah ở huyện Idlib, Idlib. Theo Cục Thống kê Trung ương Syria (CBS), Martein có dân số 1356 trong cuộc điều tra dân số năm 2004.